# Bineta Diedhiou
Bineta Diedhiou (Dakar, 8 de gener de 1986) és una esportista senegalesa que va competir en taekwondo, guanyadora d'una medalla en el Campionat Mundial de Taekwondo de 2005, i cinc medalles en el Campionat Africà de Taekwondo entre els anys 2003 i 2014.

## Palmarès internacional
| Campionat Mundial | Campionat Mundial          | Campionat Mundial | Campionat Mundial |
| Any               | Lloc                       | Medalla           | Categoria         |
| ----------------- | -------------------------- | ----------------- | ----------------- |
| 2005              | Madrid ( Espanya)          | 3                 | –59 kg            |
| Campionat Africà  |                            |                   |                   |
| Any               | Lloc                       | Medalla           | Categoria         |
| 2003              | Abuja ( Nigèria)           | 2                 | –55 kg            |
| 2009              | Yaoundé ( Camerun)         | 1                 | –57 kg            |
| 2010              | Trípoli ( Líbia)           | 3                 | –57 kg            |
| 2012              | Antananarivo ( Madagascar) | 1                 | –57 kg            |
| 2014              | Tunísia ( Tunísia)         | 1                 | –57 kg            |

Altres resultats
- 2007:  medalla de plata en el Torneig Preolímpic Africà a Trípoli (–57 kg)
- 2012:  medalla de bronze en l'Obert d'Holanda a Eindhoven (–57 kg)